# Pedro Nicácio
Pedro Autran Dourado Dutra Nicácio (Dourado, 13 oktober 1981) is een Braziliaans wielrenner die anno 2017 rijdt voor Soul Brasil Pro Cycling Team.

## Overwinningen
2005
 Braziliaans kampioen tijdrijden, Elite
2006
1e etappe Ronde van Porto Alegre
 Pan-Amerikaans kampioen tijdrijden, Elite
 Braziliaans kampioen tijdrijden, Elite
5e etappe Ronde van Santa Catarina
Eindklassement Ronde van Santa Catarina
2007
 Braziliaans kampioen tijdrijden, Elite
1e (ploegentijdrit) en 4e etappe Ronde van Santa Catarina
2010
7e etappe deel B Ronde van Uruguay
2014
 Braziliaans kampioen tijdrijden, Elite

## Resultaten in voornaamste wedstrijden
|      | \| Jaar \| \| WK op de weg \| \| ---- \| \| ------------ \| \| 2005 \| \| opgave \| \| 2006 \| \| opgave \| |              |
| Jaar | | WK op de weg |
| 2005 | | opgave       |
| 2006 | | opgave       |

## Ploegen
- 2007 –  Scott-Marcondes Cesar-Fadenp São José dos Campos
- 2008 –  Scott-Marcondes Cesar-São José dos Campos
- 2010 –  Funvic-Pindamonhangaba
- 2012 –  Funvic-Pindamonhangaba (vanaf 14-7)
- 2013 –  Funvic Brasilinvest-São José dos Campos (tot 24-3)
- 2014 –  Funvic Brasilinvest-São José dos Campos
- 2016 –  Funvic Soul Cycles-Carrefour
- 2017 –  Soul Brasil Pro Cycling Team

Diniz · Gohr · Junior · Manarelli · May · Médici · M.Morandi · F.Morandi · Nazaret · Nicácio · Rogelin · N.Santos · C.Santos · R.Silva · V.Silva · Tavares
Diniz · Giacinti · Grizante · Junior · Médici · M.Morandi · F.Morandi · Nazaret · Nicácio · Rogelin · N.Santos · Seabra · Sidoti · R.Silva · Simón
Aguilar · Arriagada · Cardoso · Fiorilli · Moser · Nardin · Nazaret · Nicácio · Pinheiro · Ramos · Rodrigues · Sidoti · Simón · Soeiro
Aguilar · Arseno · Braga · Bulgarelli · Cardoso · Costa · dos Santos · Fiorilli · Junqueira · Moi · Nascimento · Nazaret · Nicácio · Panizo · Pinheiro · Santos · Sidoti · Silva
Braga · Bulgarelli · Cabrera · Cardoso · Chamorro · Costa · Diniz · Fiorilli · Garnero · Junqueira · Manarelli · Nazaret · Nicácio · Panizo · Pereira · Pinheiro · A.Santos · D.Santos · Sidoti
Almeida · Braga · Bulgarelli · Cardoso · Chamorro · Diniz · Fialho · Garnero  · Manarelli · Nazaret · Nicácio · L.Pereira · Pinheiro · Ramos · Ribeiro · Rincón · Sánchez · A.Santos · D.Santos · Tamayo
Affonso · Almeida · Bulgarelli · Cardoso · Chamorro · Diniz · Gaspar · Mahler · Manarelli · Nazaret · Nicácio · Piedra · Pinheiro · Quirino · Ramos · Urtasun · Machado (stagiair) · Mendonça (stagiair) · Rincón (stagiair)
Affonso · Almeida · Cardoso · Chaman · Chamorro · Godoy · Gohr · Machado · Morais · Nazaret · Nicácio · Pinheiro · Pires · Ranghetti · D. Silva · L. Silva · Simón